# Mária Telkes
Mária Telkes (Budapest, 12 dicembre 1900 – Budapest, 2 dicembre 1995) è stata una biofisica, inventrice e ricercatrice ungherese naturalizzata statunitense, nota per i suoi contributi riguardanti l'energia solare.
Telkes è considerata una degli ideatori dei sistemi di accumulo termico solare, guadagnandosi il soprannome di "the Sun Queen" (la regina del sole).
Fu una prolifica inventrice di dispositivi termici, tra cui un'unità di desalinizzazione in miniatura per l'uso su scialuppe di salvataggio, che utilizzava l'energia solare e la condensa per raccogliere l'acqua potabile

## Biografia
Nacque a Budapest, in Ungheria, nel 1900 da Aladár Telkes (figlio di Simon, scrittore) e Mária Lábán. Tra i suoi parenti, la zia, sorella del padre, la fotografa Nora Dumas. Frequentò le scuole elementari e superiori a Budapest e successivamente studiò all'università di Budapest, dove ottenne una laurea in chimica fisica e un dottorato, rispettivamente nel 1920 e nel 1924

## Carriera
Quando si trasferì negli Stati Uniti nel 1925, visitò un parente che lavorava come console ungherese a Cleveland, Ohio. Qui, venne assunta presso la Cleveland Clinic Foundation per studiare l'energia prodotta dagli organismi viventi. Telkes portò a termine numerose ricerche mentre lavorava alla Fondazione, e sotto la guida di George Crile, inventò un meccanismo fotoelettrico in grado di registrare le onde cerebrali. I due lavorarono anche alla stesura di un libro chiamato Phenomenon of Life.
Telkes lavorò come biofisica negli Stati Uniti e, dal 1939 al 1953, fu coinvolta nella ricerca sull'energia solare presso il Massachusetts Institute of Technology.
Durante la seconda guerra mondiale, il governo degli Stati Uniti, notando l'esperienza di Telkes, la reclutò come consigliere civile presso l'Ufficio di ricerca e sviluppo scientifici (OSRD). Qui sviluppò una macchina di desalinizzazione dell'acqua a energia solare. È diventata una delle sue invenzioni più importanti perché aiutò i soldati a ottenere acqua pulita in situazioni difficili e contribuì a risolvere problemi di siccità nelle Isole Vergini americane.

### Dover Sun House
Nel 1948, iniziò a lavorare su uno dei suoi progetti più importanti presso la Dover Sun House; insieme all'architetta Eleanor Raymond. Il progetto fu finanziato dalla scultrice Amelia Peabody. Progettò un sistema per lo stoccaggio di energia termica all'interno delle abitazioni, costituito da un sale speciale, che si sarebbe sciolto una volta riscaldato intrappolando così il calore, rilasciandolo una volta che si fosse solidificato nuovamente
Il sistema funzionava sfruttando la luce del sole che passava attraverso le finestre, riscaldando l'aria all'interno. L'aria passava quindi, tramite una lamiera metallica, in un altro spazio. Da qui, i ventilatori la spingevano in un compartimento riempito di sale (solfato di sodio). I vari compartimenti erano posizionati tra le pareti dell'abitazione, riscaldandola mentre il sale si raffreddava in seguito.
Si trasferì in Texas negli anni '70 e collaborò con una varietà di start-up di società solari, tra cui Northrup Solar, che in seguito divenne ARCO Solar e infine BP Solar.

### Altri lavori
Ricevette una sovvenzione dalla Fondazione Ford di 45.000$ per sviluppare un forno a energia solare che potesse essere utilizzato anche da chi non aveva a disposizione le tecnologie di riscaldamento tradizionali. Più tardi, nel 1980, aiutò il Dipartimento dell'Energia degli Stati Uniti a sviluppare e costruire la prima abitazione, completamente alimentata a energia solare. Ha ricevuto numerosi riconoscimenti per il suo lavoro e nel corso della sua carriera ha ottenuto oltre 20 brevetti.
Una delle sue specialità erano i materiali a cambiamento di fase, tra cui i sali fusi per immagazzinare energia termica. Uno dei materiali più utilizzati era il sale di Glauber.

## Premi
- 1945 - Certificato di merito OSRD per l'unità di desalinizzazione[2]
- 1952 - Premio Society of Women Engineers
- 1977 - Premio Charles Greeley Abbot dell'American Solar Energy Society
- 2012 - Introduzione nella Hall of Fame degli inventori nazionali